# Andrea Jedele
Andrea Jedele (* 1964) ist eine deutsche Filmproduzentin.

## Leben
Andrea Jedele ist die Tochter des Produzenten Helmut Jedele. Sie studierte Germanistik, Theater- und Kommunikationswissenschaften in München. Sie war zunächst bei der Serienabteilung der Bavaria Film. Danach wurde sie Redakteurin bei RTL, wo sie ab 2001 sechs Jahre an Alarm für Cobra 11 – Die Autobahnpolizei und Die Cleveren mitarbeitete. Seit 2009 arbeitet sie in Wiesbaden für Odeon Fiction, wo sie unter anderem Folgen von Ein Fall für zwei, Der Staatsanwalt und Die Füchsin produzierte.

## Filmografie (Auswahl)
- 2010: Ausgerechnet Afrika
- 2010–2013: Ein Fall für zwei (Fernsehserie, 25 Folgen)
- Seit 2011: Der Staatsanwalt (Fernsehserie)
- 2015–2016: Matterns Revier (Fernsehserie, 8 Folgen)
- Seit 2015: Die Füchsin (Kriminalfilmreihe)